# Cosmarium supraspeciosum
Cosmarium supraspeciosum là một loài Song tinh tảo trong họ Desmidiaceae, thuộc chi Cosmarium.